# Oberömda mäns brev

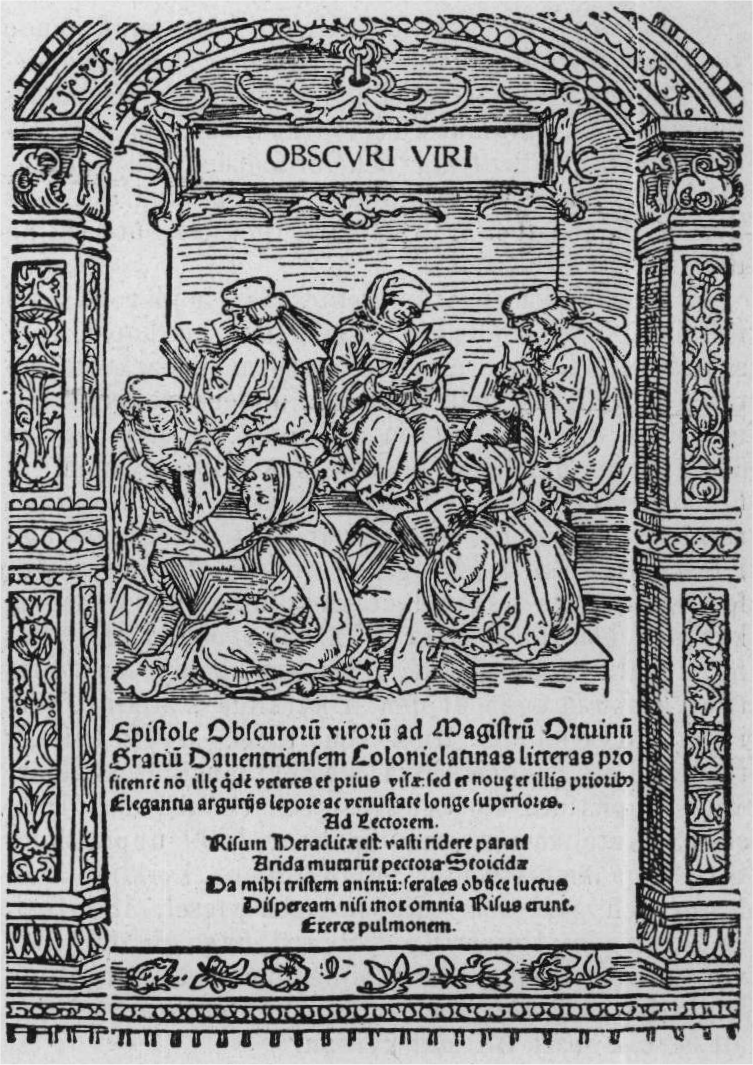
Titelsida till Oberömda mäns brev, del 2.

Oberömda mäns brev, eller Epistolæ Obscurorum Virorum, var en samling påhittade, satiriska brev på latin som utkom 1517 i Tyskland. Brevsamlingen tar parti för den tyske humanisten Johann Reuchlin och hånar samtida skolastikers och munkars läror och förhållningssätt genom påhittade brev från fanatiska kristna teologer som diskuterar huruvida alla judiska böcker uppfattade som icke-kristna borde brännas på bål eller inte.

## Bakgrund
Brevsamlingen baseras på en riktig historisk dispyt mellan den tyske humanisten Johann Reuchlin och några dominikanmunkar, i främsta rummet den judiske konvertiten Johannes Pfefferkorn som år 1509 fått i uppdrag av kejsar Maximilian I att bränna alla exemplar han hittade av Talmud. Titeln på brevsamlingen, Epistolæ Obscurorum Virorum, anspelar på en brevsamling som Reuchlin utgav 1511, Epistolae clarorum virorum (Berömda mäns brev), som består av en samling brev från lärde och intellektuella tyska humanister såsom Ulrich von Hutten, Crotus Rubeanus, Konrad Mutianus, Helius Eobanus Hessus och andra. Det latinska adjektivet obscurus (mörk, dold, obskyr) är motsats till adjektivet clarus (ljus, berömd, uppenbar) som används i titeln till Reuchlins samling.

## Struktur och förmodade upphovsmän
De flesta av breven i Oberömda mäns brev är adresserade till Hardwin von Grätz och innehåller hånande anklagelser mot honom, som att han skulle ha varit intim med Johannes Pfefferkorns fru (brev XII) och att von Grätz dragit ner sina byxor offentligt (brev XL). Boken är huvudsakligen författad av de tyska humanisterna Crotus Rubeanus och Ulrich von Hutten; den senare bidrog framför allt till bokens andra del. Oberömda mäns brev utgavs dock anonymt. Boken anses ha påskyndat den protestantiska reformationen.

## Förbud och exkommunicering
Oberömda mäns brev förbjöds på många håll, och med anledning av Martin Luthers protestantiska reformation exkommunicerade påve Leo X år 1517 bokens författare, läsare och distributörer och anförde att frågan om att bränna alla judiska böcker, i synnerhet Talmud, aldrig varit en generell hållning bland de kristna. Talmud började tryckas igen, på Leo X:s uppmuntran.

## Betydelse
Oberömda mäns brev har gett upphov till termen obskurantism. Medan "obskyr" i detta sammanhang syftar på att teologerna i boken har föresatt sig att bränna "okristna" böcker, fick ordet för upplysningens filosofer en innebörd av konservativa – särskilt religiösa – fiender till upplysningens framåtskridande och liberala kunskapsspridning.